# Amphoe Pak Phli

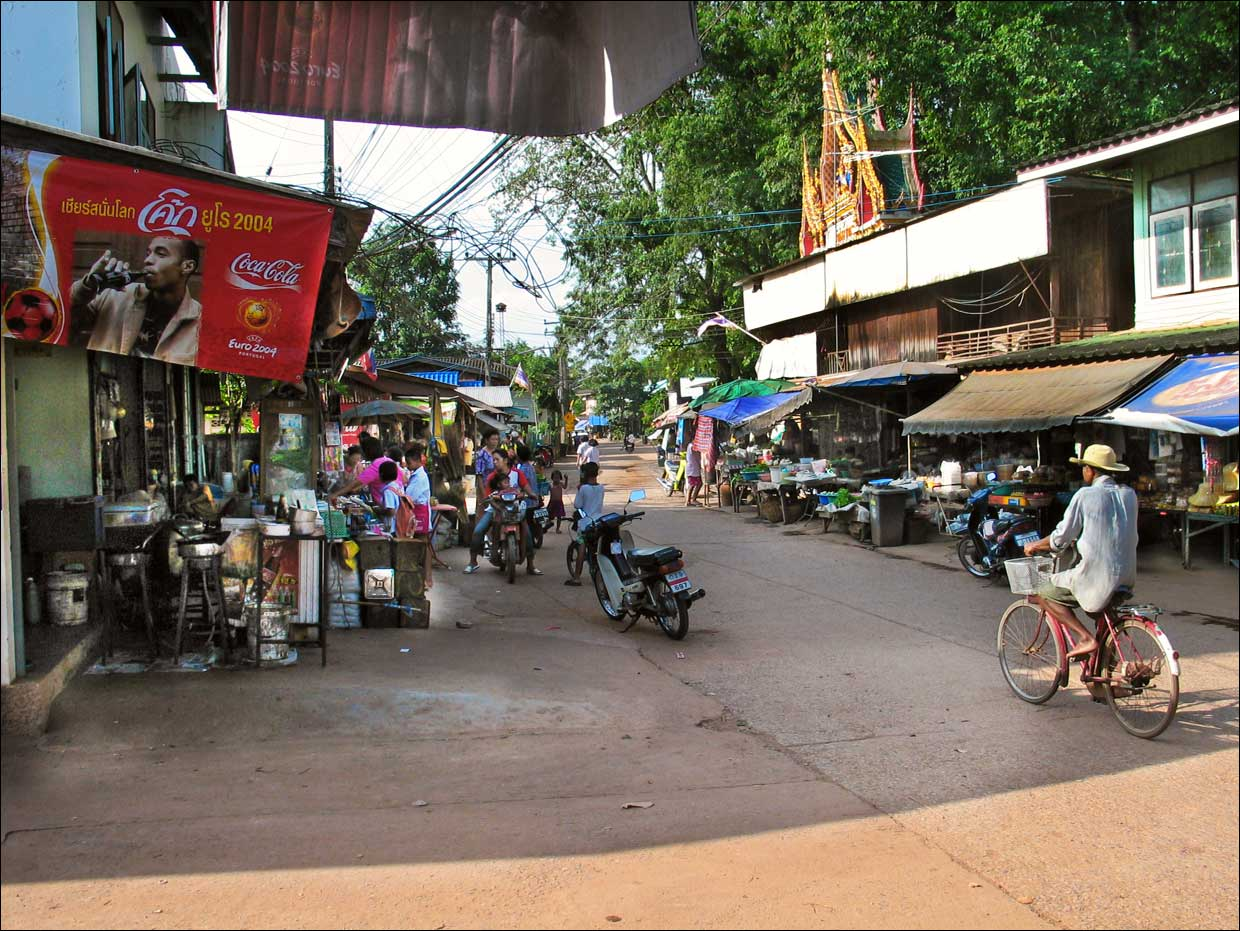
Straßenszene in Pak Phli

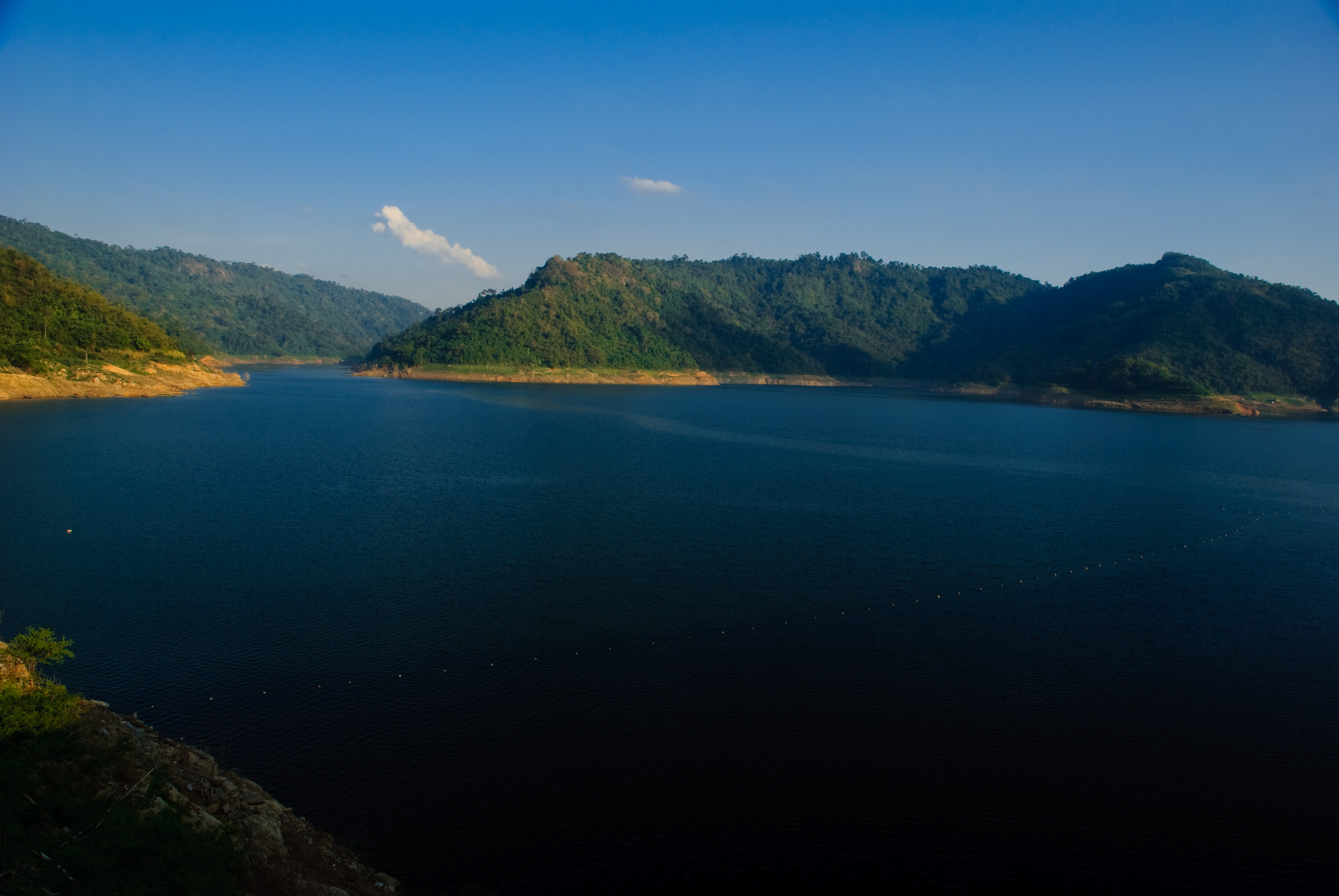
Stausee Khun Dan Prakan Chon

Amphoe Pak Phli (Thai อำเภอ ปากพลี) ist ein Landkreis (Amphoe – Verwaltungs-Distrikt) im östlichen Teil der Provinz Nakhon Nayok. Die Provinz Nakhon Nayok liegt im Nordosten der Zentralregion von Thailand.

## Geographie
Benachbarte Distrikte (von Westen im Uhrzeigersinn): Amphoe Mueang Nakhon Nayok der Provinz Nakhon Nayok, Amphoe Pak Chong der Provinz Nakhon Ratchasima sowie die Amphoe Prachantakham, Mueang Prachin Buri und Ban Sang der Provinz Prachin Buri.

## Geschichte
Der Distrikt Pak Phli wurde 1893 eingerichtet, er wurde zunächst Bung Rai (บุ่งไร่) genannt. 1905 wurde der Distrikt in Nong Pho (หนองโพธิ์) umbenannt. Im gleichen Jahr wurde die Verwaltung nach Ban Tha Daeng im Tambon Pak Phli verlegt. Daher nannte die Regierung diesen Distrikt Khao Yai. Der gleichnamige Nationalpark Khao Yai wurde erst 1962 hier eingeweiht. Im Jahre 1909 bekam der Distrikt seinen heutigen Namen Pak Phli.
Der Name des Distrikts stammt noch aus jener Zeit, als sich die Landbewohner hauptsächlich auf dem Wasser fortbewegten. Zur Regenzeit war die Strömung an der Mündung des Khlong Yang so stark, dass es häufig zu Unfällen kam. Man baute daher einen Schrein an der Mündung, um der Toten zu gedenken und einer Schutzgottheit opfern zu können. Dieser Vorgang wird in Thai Phli oder Phli Kam (พลี oder พลีกรรม) genannt. Später wurde der Kanal deswegen Khlong Pak Phli genannt, dieser Name wurde mit der Zeit auch für die Ortschaft und den Tambon benutzt.

## Verwaltung

### Provinzverwaltung
Der Landkreis Pak Phli ist in sieben Tambon („Unterbezirke“ oder „Gemeinden“) eingeteilt, die sich weiter in 51 Muban („Dörfer“) unterteilen.
| Nr. | Name       | Thai     | Muban | Einw. |
| --- | ---------- | -------- | ----- | ----- |
| 01. | Ko Wai     | เกาะหวาย | 06    | 3.999 |
| 02. | Ko Pho     | เกาะโพธิ์  | 07    | 2.868 |
| 03. | Pak Phli   | ปากพลี    | 07    | 3.727 |
| 04. | Khok Kruat | โคกกรวด  | 07    | 2.930 |
| 05. | Tha Ruea   | ท่าเรือ    | 08    | 4.013 |
| 06. | Nong Saeng | หนองแสง  | 09    | 3.325 |
| 07. | Na Hin Lat | นาหินลาด  | 07    | 3.804 |

### Lokalverwaltung
Es gibt eine Kommune mit „Kleinstadt“-Status (Thesaban Tambon) im Landkreis:
- Ko Wai (Thai: เทศบาลตำบลเกาะหวาย) bestehend aus Teilen des Tambon Ko Wai.

Außerdem gibt es sieben „Tambon-Verwaltungsorganisationen“ (องค์การบริหารส่วนตำบล – Tambon Administrative Organizations, TAO)
- Ko Wai (Thai: องค์การบริหารส่วนตำบลเกาะหวาย) bestehend aus Teilen des Tambon Ko Wai.
- Ko Pho (Thai: องค์การบริหารส่วนตำบลเกาะโพธิ์) bestehend aus dem kompletten Tambon Ko Pho.
- Pak Phli (Thai: องค์การบริหารส่วนตำบลปากพลี) bestehend aus dem kompletten Tambon Pak Phli.
- Khok Kruat (Thai: องค์การบริหารส่วนตำบลโคกกรวด) bestehend aus dem kompletten Tambon Khok Kruat.
- Tha Ruea (Thai: องค์การบริหารส่วนตำบลท่าเรือ) bestehend aus dem kompletten Tambon Tha Ruea.
- Nong Saeng (Thai: องค์การบริหารส่วนตำบลหนองแสง) bestehend aus dem kompletten Tambon Nong Saeng.
- Na Hin Lat (Thai: องค์การบริหารส่วนตำบลนาหินลาด) bestehend aus dem kompletten Tambon Na Hin Lat.